# Добри До (Пећ)
Добри До (алб. Dobërdol) је насељено место у општини Пећ, на Косову и Метохији. Према попису становништва из 2011. у насељу је живело 410 становника.

## Становништво
Према попису из 2011. године, Добри До има следећи етнички састав становништва:
| Националност | 2011.        |
| Албанци      | 410 (100,0%) |
| Укупно       | 410          |

| Демографија | Демографија | Демографија |
| Година      | Становника  | Становника  |
| ----------- | ----------- | ----------- |
| 1948.       | 525         |             |
| 1953.       | 521         |             |
| 1961.       | 630         |             |
| 1971.       | 718         |             |
| 1981.       | 693         |             |
| 1991.       | 744         |             |
| 2011.       | 410         |             |